# Хаггерти, Дэн
Дэниел Фрэнсис Хаггерти (англ. Dan Haggerty; 19 ноября 1942 — 15 января 2016) — американский актёр, наиболее известный по роли в фильме и телесериале «Жизнь и приключения Гризли Адамса».

## Биография
Дэн Хаггерти родился в Паунде, Висконсин. Его родители разошлись, когда ему было три года.
В 1969 году Хаггерти снялся в эпизодической роли в фильме «Беспечный ездок». В 1976 году он исполнил главную роль Гризли Адамса в фильме «Жизнь и приключения Гризли Адамса», а в 1977—1978 годах повторил ту же саму роль в одноимённом сериале канала NBC. В 1981 году он вместе со своей бойцовской собакой снялся в фильме Дэвида Кэррадайна «Американа», где он не только сыграл роль дрессировщика собаки, но и помогал в создании декораций. В 1989 году Хаггерти играл в фильме «Орлиный дух». В 1994 году он получил звезду на голливудской «Аллее славы».
В августе 2015 года Хаггерти в ходе операции на спине был диагностирован рак позвоночника. Он умер 15 января 2016 года в Бербанке, Калифорния.